# Louisa Brandreth Aldrich-Blake
Dame Louisa Brandreth Aldrich-Blake (født som Louisa Brandreth Aldrich 15. august 1865 i Essex, England, død af cancer 28. december 1925 i London, England) var en britisk kirurg. Hun var den første kvindelige kirurg i Storbritannien
Hun blev uddannet fra London Universitet i 1892 i medicin og obstetrik. Hun blev MD i 1894 i London og blev året efter den første kvinde i Storbritannien, der blev Master of Surgery (MS). Hun arbejdede efterfølgende på New Hospital for Women, der senere kom til at hedde Elizabeth Garrett Anderson Hospital. Efterfølgende blev hun den første kvindelige anæstesilæge på Royal Free Hospital. Hun blev adlet til Dame Commander of the Order of the British Empire i 1925. Hun fungerede som ledende kirurg fra 1919 og frem til sin død.
Hun brugte sin ferie på at arbejde som kirurg under 1. verdenskrig, hvor hun hovedsageligt arbejdede i Frankrig. Hospitalet var på Château Tourlaville i nærheden af Cherbourg. Hendes patienter kaldte hende "Madame la Générale".
Hun sørgede også for, at der blev rekrutteret 80 kvinder til at arbejde på hospitaler i Malta, Egypten og Grækenland.